# Ian Rankin
Pour les articles homonymes, voir Rankin.
Œuvres principales
- Série Inspecteur John Rebus

Ian Rankin, né le 28 avril 1960 à Cardenden, village de la région de Fife, est un auteur écossais de romans policiers, de nouvelles, de romans d'espionnage et de critiques littéraires. Il est surtout connu pour sa série policière ayant pour héros l'inspecteur de police John Rebus.

## Biographie
Ian Rankin naît à Cardenden, village minier de 7 000 habitants, situé à 35 km au nord d'Édimbourg. Pour plaisanter sur l'isolement de ce village, Rankin dit que ses habitants avaient coutume de l'appeler « Car Dead-end » (« Impasse pour voiture »),. Rankin fréquente l'école d'Auchterderran, puis le Beath High School de Cowdenbeath, où un professeur d'anglais remarque ses aptitudes littéraires et l'encourage à poursuivre ses études, ce que personne de sa famille n'avait fait jusque-là. En 1978, à l'âge de 18 ans, il entre à l'Université d'Édimbourg, où il étudie la langue et la littérature anglaises, et où il obtient en 1982 son Master of Arts, spécialité littérature américaine. Entre 1982 et 1986, il travaille à sa thèse de doctorat sur la fiction moderne écossaise, plus particulièrement sur Muriel Spark, tout en s'investissant de plus en plus dans sa propre écriture.
Après l'université, et avant son succès comme romancier, il exerce un certain nombre de métiers, comme vendangeur, porcher, percepteur, chercheur en alcoologie, journaliste hi-fi, secrétaire de collège et musicien punk. Il donne aussi pendant quelque temps des cours de littérature à l'Université d'Édimbourg, où il participe au James Tait Black Memorial Prize.
En juillet 1986, il épouse Miranda Harvey, dont le nom de jeune fille lui servira un peu plus tard de pseudonyme. Le jeune couple vit quatre ans à Londres, où Rankin travaille comme secrétaire au National Folktale Centre de Tottenham. Puis il vit six ans, de 1990 à 1996, dans une petite ferme du Périgord, où il écrit sept romans policiers ayant pour héros l'inspecteur John Rebus (de Tooth and Nail à Hanging Garden), ainsi que tous ses romans écrits sous le pseudonyme de Jack Harvey. Pendant tout son séjour en France, ses livres ne sont pas traduits en français. Rankin souligne : « Quand je prenais un verre au bar du coin, et que je disais que j'écrivais des livres, mais qu'ils n'étaient pas encore traduits en français, on me prenait pour un aimable dilettante. » La naissance de leur second fils, souffrant du syndrome d'Angelman, la scolarisation de l'aîné, ainsi que les allers-retours de Ian six fois par an à Édimbourg pour effectuer des recherches ou promouvoir ses livres, finirent par rendre indispensable le retour de toute la famille à Édimbourg.
Il vit depuis avec sa femme et ses deux enfants, Jack et Kit, à Merchiston, banlieue résidentielle du sud-est d'Édimbourg, dans le « quartier des écrivains ».

## Sa carrière de romancier
Son premier roman, The Flood, publié en février 1986, est un Bildungsroman se passant dans un village minier sur le déclin. Un jeune homme y grandit tout en pensant partir pour Édimbourg.
L'année suivante voit la publication de L'Étrangleur d'Édimbourg (Knots and Crosses), le premier de la série des enquêtes de l'inspecteur John Rebus qui lui vaut une renommée internationale. L'écrivain ne se disposait pas alors à faire carrière dans la littérature policière, ni surtout que son héros deviendrait un personnage de série. Il pensait avoir écrit un roman et fut déconcerté de constater que les critiques littéraires des grands journaux avaient classé Knots and Crosses parmi les romans policiers, et que, dans les librairies, son livre se trouvait au rayon « Mystère » et non à « Fiction écossaise ». « J'étais consterné ! Je me disais, je suis en train de préparer un doctorat et je vais devenir un professeur d'anglais d'université, ... et j'ai écrit un roman de série noire. » À la recherche de son art, il écrit ensuite deux romans d'espionnage : Watchman (1988) « à la manière de John le Carré », et Westwind (1990), ce dernier publié après avoir été repris de nombreuses fois par l'auteur à la demande de son éditeur.
Ce n'est qu'après des demandes répétées, que Rankin reprend l'écriture de nouvelles enquêtes de l'inspecteur John Rebus. En 1991, et c'est d'abord la parution de Le Fond de l'enfer (Hide and Seek), quatre années après le premier Rebus. Mais, dit Rankin, « je n'étais toujours pas persuadé d'être un auteur de roman policier. Pour moi, je faisais des commentaires sur la vie présente en Écosse, sur ses manies et ses psychoses, sur les défauts de son caractère. Je disséquais une nation. »
En 2007, Rankin a écrit dix-sept romans de la série Rebus, traduits en 26 langues. Parmi eux, quatre ont été adaptés pour la télévision, John Hannah incarnant le personnage de Rebus. Rankin a également écrit trois romans sous le pseudonyme de Jack Harvey, et, sous son propre nom, un certain nombre de nouvelles, dont certaines mettent en scène l'inspecteur Rebus.
Devenu l'auteur de romans policiers le plus lu du Royaume-Uni, il fracasse les records de vente d'Irvine Welsh et de Iain Banks, en ayant six de ses titres figurant simultanément sur la liste des 10 best-sellers écossais.
Sa réussite littéraire est reconnue par les universités d'Abertay Dundee, de St Andrews, d'Édimbourg et de l'Open University qui lui ont décerné des diplômes honoris causa, respectivement en 1999, en 2001, en 2003 et en 2005. En outre, il est décoré en 2002 de l'Ordre de l'Empire britannique. Ses œuvres commencent à être étudiées dans certains départements universitaires de littérature, où sont soulignées la profondeur et la complexité inhabituelles pour ce type d'ouvrage.
Rankin est un collaborateur régulier du programme Newsnight Review de BBC Two.
Son documentaire en trois parties sur le sujet du mal a été diffusé sur Channel 4 en décembre 2002. En 2005, il a présenté un documentaire de 30 minutes sur BBC4, appelé Rankin on the Staircase (Rankin dans l'escalier), dans lequel il étudie les relations entre les crimes de fiction et les cas réels. La même année, il a aussi collaboré avec le musicien folk Jackie Leven pour l'album Jackie Leven Said.
On peut le trouver souvent au Oxford Bar à Édimbourg,, que fréquente aussi son anti-héros de fiction, Rebus. Pour cette raison, certains circuits touristiques « littéraires » s'achèvent dans ce bar. Rankin commente : « Je pense que les gens sont terriblement déçus, quand ils arrivent dans le bar de ne pas trouver Rebus. Ce n'est pas moi qu'ils veulent : ce gars tranquille et équilibré, assis à une table du fond en train de faire des mots-croisés, ne les intéresse pas. »

### Cadre des romans
L'action des romans de la série Rebus se déroule le plus souvent à Édimbourg et met en scène John Rebus, un inspecteur bourru, quelque peu porté sur la bouteille, accro de la cigarette, fan de musique rock des années 1970 et dont on peut suivre l'évolution de sa carrière au fil des romans.
L'image sombre d'Édimbourg, présente dans ce cycle policier, est très éloignée de celle que l'histoire et l'activité commerciale actuelle ont donnée de cette cité. À cela, Rankin répond : « Il y a véritablement deux Édimbourg. Il y a la cité que les touristes visitent, avec son château et ses joueurs de cornemuse, vêtus de kilts. Ça, c'est le côté Disneyland. Mais il existe aussi une cité, qui vit et qui respire sous cette apparence, et que les gens voient rarement. Dans les années 1980, Édimbourg avait de sérieux problèmes de drogue et le pire taux de Sida de toute l'Europe de l'Ouest. J'ai pensé que quelqu'un devait écrire des romans traitant de ces choses de la vie réelle contemporaine. »
Pour cette raison, Rankin a toujours été plus intéressé par le roman noir américain que par le whodunit britannique. Il reconnaît que ses modèles furent « tous les James »  : James Crumley, James Ellroy, James Lee Burke, et James W. Hall, avec une mention particulière pour le second, qui l'appela une fois le « James Ellroy écossais », et aussi le « roi du Tartan Noir. » Il a été aussi beaucoup influencé par le personnage ambivalent du Dr Jekyll et Mr Hyde de Robert Louis Stevenson, autant pour composer le caractère de son héros, John Rebus, que pour décrire l'Édimbourg de ses romans. « J'ai vu Édimbourg comme une cité « Jekyll and Hyde » (....) À travers Muriel Spark, j'ai été intéressé par Jekyll and Hyde (...) Pour Knots and Crosses, j'ai fait, en les actualisant, des emprunts conscients aux thèmes de Jekyll and Hyde. »

### L'inspecteur Rebus
L'inspecteur Rebus, le personnage principal de Rankin, est un détective d'une cinquantaine d'années, dur et quelque peu cynique. Il vieillit au même rythme que la publication des romans. Aux dires de Rankin, Rebus serait né approximativement en 1947. Comme les inspecteurs de police d'Édimbourg prennent obligatoirement leur retraite à l'âge de 60 ans, on savait depuis de nombreuses années que les enquêtes de l'inspecteur Rebus s'achèveraient en 2007. La fin inéluctable de cette série inquiéta beaucoup ses lecteurs passionnés, à tel point que la MSP du Fife, Helen Eadie, fan de Rebus, posa la question au Parlement d'Écosse : « Pouvons-nous changer les lois de façon que les officiers de police judiciaires d'Édimbourg puissent travailler jusqu'à 65 ans ? » La ministre de la justice, Cathy Jamieson, répondit que les inspecteurs retraités pouvaient toujours revenir bénévolement communiquer leur expérience aux jeunes inspecteurs. Rankin doute toutefois que Rebus ait une quelconque expérience profitable à faire partager aux nouveaux.
Divorcé et amateur de whisky, Rebus travaille dans le centre mal famé d'Édimbourg. Il entre souvent en conflit avec sa hiérarchie, alors qu'il partage une certaine empathie avec les criminels qu'il côtoie. Rankin commente : « C'est un personnage du genre de Dr Jekyll et Mr Hyde, dans le sens où il paraît faire tout mal, et il finit par faire tout bien, (...) en cela, il est proche du détective privé américain. Il a la loi avec lui, et pourtant il agit comme quelqu'un d'éloigné de l'enquête. C'est parce qu'il n'aime pas l'autorité et qu'il n'aime pas faire partie d'une équipe. »
Ian Rankin a expliqué l'origine du nom de son héros. Son prénom John a été emprunté à John Shaft, détective privé américain de fiction, héros de l'auteur Ernest Tidyman, et Rebus, tout simplement parce que, dans le premier roman Knots and Crosses, cet inspecteur avait un rébus à résoudre : « Je reconnais maintenant que c'est un nom stupide », plaisante Rankin à la fin de son explication.
John Rebus est peu décrit physiquement. Dans L'Ombre du tueur (Black and Blue, 1997), on connaît approximativement sa corpulence : taille 1,85 m, poids compris entre 75 et 80 kg.
Alors que dans L'Ombre du tueur (Black and Blue), Rankin avait précisé que Rebus était né dans le Fife, dans Fleshmarket Close (2004), on apprend que Rebus serait d'origine polonaise.

### Langue
Bien qu'il soit très influencé par le roman américain, Rankin emploie un anglais britannique plutôt académique. Il renâcle lorsque son éditeur américain change son titre Fleshmarket Close en Fleshmarket Alley, sous le prétexte que le lecteur américain ne comprendrait pas, dans ce contexte, le mot « Close » (littéralement en français, « impasse »).
Il utilise de temps en temps des mots d'argot, soit conventionnels, comme les rubber heels (talons de caoutchouc) pour les bœufs-carottes, soit totalement inventés, comme biscuit-tin (boîte à biscuits) pour la salle d'interrogatoire, ou les woolly suits (les costumes de laine) pour les agents de police en uniforme. Ces inventions sont souvent perdues à la traduction.
Rankin aime émailler son texte de jeux de mots. Le titre de son tout premier Rebus en est un, jouant sur Knots et Noughts. Mais, conscient que cela rend difficile la tâche de ses traducteurs, il dit en avoir réduit le nombre par la suite.
Par souci de couleur locale et de vraisemblance, il emploie parfois des mots ou des expressions scots, comme usquebaugh (whisky), bunnet (bonnet), potted heid (pâté de tête), etc. et mentionne des marques peu familières à des non-britanniques : Swan Vestas (marque d'allumettes), Laphroaig (whisky), Ribena, Irn-Bru et Lucozade (sodas), Karrimor (équipements de sport), etc.

### Musique
Rankin a appartenu pendant six mois à un groupe punk éphémère, « The Dancing Pigs ». Il introduit parfois le nom de ce groupe dans ses romans ; ainsi dans L'Ombre du tueur (Black and Blue), ce groupe donne un concert à Aberdeen en faveur de Greenpeace. Rankin se dit une « Rock Star manquée », et la musique est régulièrement présente dans ses livres. Ses goûts musicaux se retrouvent chez son personnage principal, John Rebus, ainsi que dans le choix de ses titres de roman. Beaucoup d'entre eux sont des titres d'album ou de morceaux de groupes musicaux :
- Let it Bleed, Black and Blue, Beggars Banquet, albums des Rolling Stones,
- Tooth and Nail, album du groupe heavy metal Dokken,
- Black Book, album du groupe pop/R'n'B E.Y.C.,
- The Hanging Garden, single du groupe rock/new wave The Cure,
- Dead Souls (groupe rock cold wave Joy Division)[14]
- Hide and Seek, single d'Imogen Heap (album Speak for yourself)
- Resurrection Men, titre de Thea Gilmore (album The Lipstick Conspiracies)
- Knots and Crosses, groupe formé en 1986 autour de la chanteuse Carol Noonan
- Exit Music, single de Radiohead

## Honneurs et récompenses
- Élu Hawthornden Fellow
- Chandler-Fullbright Award en 1992
- Dagger Award deux fois pour ses nouvelles
- Gold Dagger Award pour la fiction en 1997 pour Black and Blue/L'Ombre du tueur
- Palle-Rosenkrantz-Preis (Danemark) en 2001 pour Black and Blue
- Officier de l'Ordre de l'Empire britannique pour services rendus à la littérature en 2002
- Grand prix du roman noir étranger de Cognac en 2003 pour The Hanging Garden/Le Jardin des pendus
- Prix Edgar-Allan-Poe en 2004 pour Resurrection Men/Une dernière chance pour Rebus
- Deutscher Krimi Preis International (Allemagne) en 2005 pour Die Kinder des Todes/A Question of Blood/Cicatrices
- Crime Thriller of the Year en 2005 pour Fleshmarket Close
- Cartier Diamond Dagger en 2005 pour l'ensemble de son œuvre
- Grand prix de littérature policière en 2005 pour Dead Souls/La Mort dans l'âme
- ITV3 Crime Thriller Award pour l'auteur de l'année en 2008 pour Exit Music

## Œuvre

### Romans

#### SérieInspecteur John Rebus
1. Knots and Crosses (1987) L'Étrangleur d'Édimbourg, traduit par Frédéric Grellier, Paris, LGF, coll. « Le Livre de poche » no 37028, 2004  (ISBN 2-253-09055-7)
2. Hide and Seek (1991) Le Fond de l'enfer, traduit par Frédéric Grellier, Paris, LGF, coll. « Le Livre de poche » no 37044, 2004  (ISBN 2-253-09918-X)
3. Tooth and Nail (1992 - publié à l'origine sous le titre Wolfman) Rebus et le Loup-garou de Londres, traduit par Frédéric Grellier, Paris, LGF, coll. « Le Livre de poche » no 37102, 2005  (ISBN 2-253-10104-4)
4. Strip Jack (1992) Piège pour un élu, traduit par Frédéric Grellier, Paris, LGF, coll. « Le Livre de poche » no 37118, 2005  (ISBN 2-253-10103-6)
5. The Black Book (1993) Le Carnet noir, traduit par Michèle Witta et Frédéric Witta, Paris/Monaco, Éditions du Rocher, coll. « Thriller », 1998  (ISBN 2-268-03067-9) ; réédition, Paris, Gallimard, coll. « Folio policier » no 155, 2000  (ISBN 2-07-041078-1) ; réédition dans une traduction révisée, Paris, Éditions du Masque, coll. « Masque poche », 2022  (ISBN 978-2-7024-5098-7)
6. Mortal Causes (1994) Causes mortelles, traduit par Michèle Witta et Frédéric Witta, Paris/Monaco, Éditions du Rocher, coll. « Thriller », 1999  (ISBN 2-268-03257-4) ; réédition, Paris, Gallimard, coll. « Folio policier » no 260, 2002  (ISBN 2-07-041970-3)
7. Let it Bleed (1996) Ainsi saigne-t-il, traduit par Isabelle Maillet, Paris/Monaco, Éditions du Rocher, coll. « Thriller », 2000  (ISBN 2-268-03576-X) ; réédition, Paris, Gallimard, coll. « Folio policier » no 276, 2002  (ISBN 2-07-041969-X)
8. Black and Blue (1997) L'Ombre du tueur, traduit par Edith Ochs, Paris/Monaco, Éditions du Rocher, coll. « Thriller », 2002  (ISBN 2-268-04121-2) ; réédition, Paris, Gallimard, coll. « Folio policier » no 293, 2003  (ISBN 2-07-042324-7)
9. The Hanging Garden (1998) Le Jardin des pendus, traduit par Edith Ochs, Paris/Monaco, Éditions du Rocher, coll. « Thriller », 2002  (ISBN 2-268-04435-1) ; réédition, Paris, Gallimard, coll. « Folio policier » no 346, 2004  (ISBN 2-07-030445-0) ; réédition dans une traduction révisée, Paris, Éditions du Masque, coll. « Masque poche », 2022  (ISBN 978-2-7024-5099-4)
10. Dead Souls (1999) La Mort dans l'âme, traduit par Edith Ochs, Paris/Monaco, Éditions du Rocher, coll. « Thriller », 2004  (ISBN 2-268-05151-X) ; réédition, Paris, Gallimard, coll. « Folio policier » no 392, 2005  (ISBN 2-07-030089-7)
11. Set in Darkness (2000) Du fond des ténèbres, traduit par Aline Azoulay, Paris, Éditions du Masque, 2004  (ISBN 2-7024-3189-5) ; réédition, Paris, LGF, coll. « Le Livre de poche » no 37135, 2006  (ISBN 2-253-11305-0)
12. The Falls (2001) La Colline des chagrins, traduit par Daniel Lemoine, Paris, Éditions du Masque, 2005  (ISBN 2-7024-3191-7) ; réédition, Paris, LGF, coll. « Le Livre de poche » no 37201, 2007  (ISBN 978-2-253-11634-9)
13. Resurrection Men (2002) Une dernière chance pour Rebus, traduit par Freddy Michalski, Paris, Éditions du Masque, 2006  (ISBN 2-7024-3190-9) ; réédition, Paris, LGF, coll. « Le Livre de poche » no 31175, 2009  (ISBN 978-2-253-12034-6)
14. A Question of Blood (2003) Cicatrices, traduit par Daniel Lemoine, Paris, Éditions du Masque, 2007  (ISBN 978-2-7024-3248-8) ; réédition, Paris, LGF, coll. « Le Livre de poche » no 31536, 2009  (ISBN 978-2-253-12496-2)
15. Fleshmarket Close (2004) Fleshmarket Close, traduit par Daniel Lemoine, Paris, Éditions du Masque, 2008  (ISBN 978-2-7024-3172-6) ; réédition, Paris, LGF, coll. « Le Livre de poche » no 31726, 2010  (ISBN 978-2-253-11612-7)
16. The Naming of the Dead (2006) L'Appel des morts, traduit par Daniel Lemoine, Paris, Éditions du Masque, 2009  (ISBN 978-2-7024-3330-0) ; réédition, Paris, LGF, coll. « Le Livre de poche » no 31962, 2010  (ISBN 978-2-253-13404-6)
17. Exit Music (2007) Exit Music, traduit par Daniel Lemoine, Paris, Éditions du Masque, 2010  (ISBN 978-2-7024-3432-1) ; réédition, Paris, LGF, coll. « Le Livre de poche » no 32730, 2012  (ISBN 978-2-253-16132-5)
18. Standing in Another Man's Grave (2012) - John Rebus est ici à la retraite et Malcolm Fox est également présent dans ce roman qui constitue donc aussi le 3e roman dans la série de ce personnage. Debout dans la tombe d'un autre, traduit par Freddy Michalski, Éditions du Masque, 2014  (ISBN 978-2-7024-3928-9)
19. Saints of the Shadow Bible (2013) On ne réveille pas un chien endormi, traduit par Freddy Michalski, Éditions du Masque, 2015  (ISBN 978-2-7024-4156-5)
20. Even Dogs in the Wild (2015) Tels des loups affamés, traduit par Freddy Michalski, Éditions du Masque, 2016  (ISBN 978-2-7024-4631-7)
21. Rather Be the Devil (2016)Le diable rebat les cartes, traduit par Freddy Michalski, Éditions du Masque, 2018  (ISBN 978-2-7024-4865-6)
22. In a House of Lies (2018) La Maison des mensonges, traduit par Freddy Michalski, Éditions du Masque, 2019  (ISBN 978-2-7024-4927-1)
23. A Song for the Dark Times (2020)  Le Chant des ténèbres, traduit par Fabienne Gondrand, Éditions du Masque, 2022  (ISBN 978-2-7024-4981-3)
24. A Heart Full of Headstones (2022)  Un cimetière dans le cœur, traduit par Fabienne Gondrand, Éditions du Masque, 2023  (ISBN 978-2-7024-5120-5)
25. Midnight and Blue (2024) Minuit à l'ombre, traduit par Fabienne Gondrand, Editions du Masque, 2025  (ISBN 978-2-7024-5268-4)

Nouvelles
- Juste à temps in Face à Face, Fleuve Noir, collection 12/21, 2020 (Face Off, 2014), Policier, Thriller, trad. Maxime Berrée  (ISBN 2265154709)Écrit avec Peter James. Anthologie réunie par David Baldacci - 11 nouvelles rédigées par des équipes de deux à trois auteurs.

#### SérieMalcolm Fox
1. The Complaints (2009) Plaintes, traduit par Philippe Loubat-Delranc, Paris, Éditions du Masque, 2012  (ISBN 978-2-7024-3509-0) ; réédition, Paris, LGF, coll. « Le Livre de poche » no 33488, 2014  (ISBN 978-2-253-17374-8)
2. The Impossible Dead (2010) Les Guetteurs, traduit par Freddy Michalski, Paris, Éditions du Masque, 2013  (ISBN 978-2-7024-3699-8)
3. Standing in Another Man's Grave (2012) - John Rebus est ici à la retraite et Malcolm Fox est également présent dans ce roman qui constitue donc aussi le 3e roman dans la série de ce personnage. Debout dans la tombe d'un autre, traduit par Freddy Michalski, Éditions du Masque, 2014  (ISBN 978-2-7024-3928-9)

#### Autres romans
- The Flood (1986)
- Watchman (1988)
- Westwind (1990)
- Doors Open (2008) Portes ouvertes, traduit par Stéphane Carn, Paris, Éditions du Masque, 2011  (ISBN 978-2-7024-3473-4) ; réédition, Paris, LGF, coll. « Le Livre de poche » no 33131, 2013  (ISBN 978-2-253-17360-1)
- A Cool Head (2009)
- The Dark Remains (2021), écrit à partir des notes de William McIlvanney

#### Romans signés Jack Harvey
- Witch Hunt (1993) Publié en français sous la signature Ian Rankin et sous le titre Nom de code : Witch, Paris, Éditions du Masque, 2002  (ISBN 2-7024-8029-2) ; réédition, Paris, LGF, coll. « Le Livre de poche » no 37033, 2004  (ISBN 2-253-09060-3)
- Bleeding Hearts (1994) Double Détente, Paris, Éditions du Masque, 2003  (ISBN 2-7024-8028-4) ; réédition, Paris, LGF, coll. « Le Livre de poche » no 37064, 2005  (ISBN 2-253-11009-4)
- Blood Hunt (1995) Traqués, Paris, Éditions du Masque, 2007  (ISBN 978-2-7024-8027-4) ; réédition, Paris, LGF, coll. « Le Livre de poche » no 31379, 2009  (ISBN 978-2-253-12495-5)

### Recueils de nouvelles

#### SérieInspecteur John Rebus
- Beggars Banquet (2002), contient des nouvelles avec l'inspecteur Rebus, dont Trip Trap, Facing the Music, Death Is Not the End, etc., et d'autres nouvelles sans lui
- The Beat Goes On: The Complete Rebus Short Stories (2014)

#### Autres recueils de nouvelles
- A Good Hanging and Other Stories (1992)
- Herbert in Motion and Other Stories (1997)
- One City (2005), recueil collectif
- Ox-Tales: Earth (2009), recueil collectif
- Crimespotting (2009), recueil collectif

### Nouvelles isolées
- In the Nick of Time: John Rebus vs. Roy Grace (2014), en collaboration avec Peter James
- The Rise (2023)

### Théâtre
- Dark Road (2014), en collaboration avec Mark Thomson

### Autres publications
- Jackie Leven Said (2005), en collaboration avec Jackie Leven
- Rebus's Scotland (2005), guide de voyage sur l'Écosse qui décrit les lieux de la série policière Inspecteur John Rebus

## Prix et nominations

### Prix
- Gold Dagger Award 1997 pour Black and Blue[15]
- Prix Palle-Rosenkrantz 2001 pour Black and Blue
- Prix Edgar-Allan-Poe du meilleur roman 2004 pour Resurrection Men[16]
- Grand prix de littérature policière 2005 pour La Mort dans l'âme[17]
- Cartier Diamond Dagger 2005[15],[18]

### Nominations
- Prix Edgar-Allan-Poe 1998 du meilleur roman pour Black and Blue[16]
- Prix Barry 1999 du meilleur roman pour The Hanging Garden[19]
- Gold Dagger Award 1999 pour Dead Souls[15]
- Prix Barry 2002 du meilleur roman britannique pour The Falls[19]
- Prix Barry 2014 du meilleur roman pour Standing in Another Man’s Grave[19]
- Prix Edgar-Allan-Poe 2014 du meilleur roman pour Standing in Another Man’s Grave[16]
- Prix Macavity 2014 du meilleur roman pour Standing in Another Man’s Grave[20]
- Prix Edgar-Allan-Poe 2015 du meilleur roman pour Saints of the Shadow Bible[16]
- Prix Macavity 2023 du meilleur roman pour A Heart Full of Headstones[20]
- Prix Edgar-Allan-Poe 2024 de la meilleure nouvelle pour The Rise[16]

## Sources
- Claude Mesplède, Dictionnaire des littératures policières, vol. 2 : J - Z, Nantes, Joseph K, coll. « Temps noir », 2007, 1086 p. (ISBN 978-2-910-68645-1, OCLC 315873361), p. 622-623.